# Frank Kermode
John Frank Kermode (Isola di Man, 29 novembre 1919 – Cambridge, 17 agosto 2010) è stato un critico letterario britannico.

## Biografia
Nato in un villaggio dell'Isola di Man, ha studiato alla Douglas High School e all'Università di Liverpool. È stato quasi 6 anni nella Royal Navy durante la Seconda guerra mondiale, passata in servizio per lo più in Islanda. Ha poi proseguito la carriera accademica, diventando nel 1967 ordinario di Letteratura inglese presso l'University College di Londra.
È diventato noto per aver introdotto nel Regno Unito le teorie sulla narrativa della critica francese, e per il fortunato libro The Sense of an Ending: Studies in the Theory of Fiction (1967, nuova ed. ampliata 2000), oltre che per aver collaborato alla rivista Encounter, fondata dal poeta Stephen Spender, di cui diventò condirettore nel 1965. Due anni dopo però, avendo scoperto che la rivista era sovvenzionata dalla CIA, nonostante le proprie posizioni di conservatore, si dimise.
Dal 1974 al 1982 ha insegnato all'Università di Cambridge e ha collaborato, tra l'altro, alla rivista The New York Review of Books e, dalla fondazione (su proprio suggerimento), alla corrispondente London Review of Books (con oltre 200 saggi e recensioni, in parte apparsi poi nell'antologia Bury Place Papers, 2009).
È stato anche "Norton Professor" alla Harvard University (1977-78), producendo le conferenze The Genesis of Secrecy: On the Interpretation of Narrative.
Si è quindi trasferito nel 1982 alla Columbia University. Fu fatto cavaliere nel 1991, ma per umiltà non ha mai voluto usare il titolo di "Sir" né in privato né sulla copertina dei suoi numerosi libri.
Noto nei paesi di lingua tedesca dai primi anni 1970, la sua fama è divenuta negli anni internazionale, oltre che in campo strettamente letterario (sulle opere di William Shakespeare, John Donne, John Milton, Wallace Stevens, Edmund Spenser, William Butler Yeats, Andrew Marvell, T. S. Eliot, D.H. Lawrence, E.M. Forster, Arnold Bennett, Henry James, Evelyn Waugh, James Joyce ecc.), tra gli studiosi di Herbert Marcuse e Wilhelm Reich, la Bibbia, il Canone Occidentale, il concetto di classico e in generale su senso e scopo della letteratura.

## Opere
- English Pastoral Poetry from the Beginnings to Marvell, Harrap, 1952
- The Arden Edition of the Works of William Shakespeare: The Tempest, London, Methuen, 1954
- Seventeenth Century Songs, now first printed from a Bodleian manuscript, Reading University School of Art, 1956 (con John P. Cutts)
- John Donne, London, Longmans, Green & Co., 1957
- Romantic Image, Routledge & Kegan Paul, 1957
- The living Milton, London, Routledge & Kegan Paul, 1960 (a cura di)
- Wallace Stevens, New York, Grove Press, 1961
- Puzzles and Epiphanies: essays and reviews 1958-1961, London, Routledge & Kegan Paul, 1962
- Discussions of John Donne, Boston, D. C. Heath & Co., 1962 (a cura di)
- Spenser and the Allegorists, Warton lecture on English poetry, London, Oxford University Press, 1962
- William Shakespeare: the Final Plays: Pericles, Cymbeline, The Winter's Tale, The Tempest, The Two Noble Kinsmen, London, Longmans, Green & Co., 1963
- The Patience of Shakespeare, New York, Harcourt, Brace & World, 1964
- The Integrity of Yeats, Cork, Mercier Press, 1964 (con Denis Donoghue, Norman Jeffares, T.R. Henn e Donald Davie)
- Spenser: selections from the minor poems and The Faerie Queene, London, Oxford University Press, 1965 (a cura di)
- On Shakespeare's Learning, Manchester, Manchester University Press, 1965
- Four Centuries of Shakespearian Criticism, New York, Avon Books, 1965
- The Humanities and the Understanding of Reality, Lexington, University of Kentucky Press, 1966 (con Monroe C. Beardsley, Northrop Frye e Barry Bingham)
- The Sense of an Ending: studies in the theory of fiction, New York, Oxford University Press, 1967, 2000
- Marvell: selected poetry, New York, New American Library, 1968 (a cura di)
- Continuities, New York, Random House, 1968
- The Poems of John Donne, Cambridge, University Printing House, 1968
- Shakespeare: King Lear: a casebook, London, Macmillan, 1969
- The Metaphysical Poets, Fawcett Pub. Co, 1969
- T. S. Eliot, On Poetry and Poets, London, Faber and Faber, 1969 (a cura di)
- Modern Essays, London, Collins, 1970
- Shakespeare, Spenser, Donne, London, Routledge & Kegan Paul, 1971
- The Oxford Reader: varieties of contemporary discourse, New York, Oxford University Press, 1971 (a cura di, con Richard Poirier)
- Novel and Narrative, XXIV W. P. Ker Memorial Lecture, University of Glasgow, 1972
- Lawrence, London, Fontana Modern Masters, 1973
- The Oxford Anthology of English Literature, 6 voll., 1973, (a cura di, con John Hollander)
- English Renaissance Literature, Introductory Lectures, 1974, (con Stephen Fender e Kenneth Palmer)
- The Classic: literary images of permanence and change, The T.S. Eliot memorial lectures, New York, Viking Press, e London, Faber and Faber, 1975; poi Cambridge, Harvard University Press, 1983
- T. S. Eliot, Selected prose, London, Faber and Faber, 1975 (a cura di)
- The Genesis of Secrecy: on the interpretation of narrative, Charles Eliot Norton lectures, Cambridge-London, Harvard University Press, 1979
- Shakespeare King Lear: a casebook, London, Macmillan, 1982 (a cura di)
- The Art of Telling: essays on fiction, Cambridge, Mass., Harvard University Press, 1983
- Forms of Attention, Chicago, University of Chicago Press, 1985
- The Literary Guide to the Bible, London, Collins & Sons, 1987 (in collaborazione con Robert Alter)
- History and Value, Clarendon lectures and Northcliffe lectures 1987, Oxford, Clarendon Press, 1988
- An Appetite for Poetry: essays in literary interpretation, London, Collins, 1989
- Poetry, Narrative, History, Oxford, Blackwell, 1989
- Andrew Marvell, Oxford-New York, Oxford University Press, 1990 (a cura di, in collaborazione con Keith Walker)
- The Uses of Error, London, Collins, 1990
- Edward Upward, An unmentionable man, London, Enitharmon Press, 1994 (a cura di)
- The Oxford Book of Letters, Oxford, Oxford University Press, 1995 (a cura di, con Anita Kermode)
- Not Entitled: a memoir, New York, Farrar, Straus and Giroux, 1995
- Stevens: collected poetry and prose, New York, Library of America, 1997 (a cura di, in collaborazione con Joan Richardson)
- The mind has mountains, Cambridge, Los Poetry Press, 1999 (con Anthony Holden)
- Edward Upward: a bibliography 1920-2000, London, Enitharmon Press, 200 (a cura di, con Alan Walker)
- Shakespeare's Language, New York, Farrar, Straus and Giroux, 2000
- Pleasing Myself: from Beowulf to Philip Roth, London, Allen Lane, 2001
- Life after Theory, interviste a Jacques Derrida, Frank Kermode, Christopher Norris e Toril Moi, London-New York, Continuum, 2003 (a cura di Michael Payne e John Schad)
- Pieces of My Mind: writings 1958-2002, London, Allen Lane, 2003
- The Age of Shakespeare, London, Weidenfeld & Nicolson, 2004
- Pleasure, Change, and Canon, Berkeley Tanner lectures, Oxford University Press, 2004 (con Robert Alter)
- The Duchess of Malfi: seven masterpieces of Jacobean drama, Modern Library, 2005 (a cura di)
- Concerning E. M. Forster, Farrar, Straus and Giroux, 2009
- Bury Place Papers: essays from the London Review of Books, London Review of Books, 2009

### Edizioni italiane
- Il senso della fine. Studi sulla teoria del romanzo, traduzione di Giorgio Montefoschi, Milano, Rizzoli, 1972. - Con un saggio introduttivo di Giulio Ferroni, Firenze, Sansoni, 2004 ISBN 978-88-383-0373-9.
  -  Il senso della fine. Studi sulla teoria del romanzo, traduzione di Giorgio Montefoschi e Roberta Zuppet, Con un saggio di Daniele Giglioli, Milano, Il Saggiatore, 2020.
- Il classico, Milano, Lerici, 1980.
- Introduzione a  John Milton, Paradiso perduto, a cura di Roberto Sanesi, Milano, Arnoldo Mondadori Editore, 1984.
- Forme d'attenzione: la fortuna delle opere d'arte, Bologna, Il Mulino, 1989, ISBN 978-88-15-01942-4.
- Il segreto nella Parola: sull'interpretazione della narrativa, Bologna, Il Mulino, 1993, ISBN 978-88-15-03196-9.
- Il linguaggio di Shakespeare, traduzione di G. Luciani, Collana Studi, Milano, Bompiani, 2000, ISBN 978-88-452-4561-9.